# Calle de Martínez Izquierdo
La calle de Martínez Izquierdo es una vía pública de la ciudad española de Madrid, situada en los barrios de la Guindalera y Concepción, distritos de Salamanca y Ciudad Lineal.

## Descripción
La vía nace de la calle de Francisco Silvela y discurre hasta desembocar en la avenida de Brasilia. Recibe su nombre de Narciso Martínez Izquierdo, primer obispo de la diócesis de Madrid-Alcalá, asesinado por Cayetano Galeote. Aparece descrita en Las calles de Madrid (1889) de Hilario Peñasco de la Puente y Carlos Cambronero con las siguientes palabras:

Martónez Izquierdo. Esta calle se encuentra en el ensanche del distrito de Buenavista. Es de apertura reciente. D. Narciso Martínez Izquierdo fué el primer obispo de la nueva diócesis de Madrid-Alcalá. Nació en Ruead, provincia de Guadalajara, el 29 de Octubre de 1831. Sus virtudes y su talento le elevaron á la silla episcopal de Salamanca, de donde pasó á Madrid, haciendo su entrada pública y solemne el 8 de Agosto de 1885. El Domingo de Ramos de 1886, cuando entraba en la catedral á celebrar los Divinos Oficios, fué agredido mortalmente por un sacerdote llamado Cayetano Galeote y Cotilla, que habitaba en la calle Mayor, número 61. Al sentirse herido, exclamó el Prelado: «¡Que Dios te perdone!» Murió el 18 de Abril del año citado á consecuencia de la agresión.
(Peñasco de la Puente y Cambronero, 1889, pp. 319-320)